# Irmgard Kirschneck
Irmgard Kirschneck (geboren 16. November 1956) ist eine deutsche Juristin. Sie war von 1977 bis 1996 Richterin am Bundespatentgericht in München.

## Beruflicher Werdegang
Irmgard Kirschneck wurde am 14. April 2003 an das Bundespatentgericht berufen, zunächst als Richterin kraft Auftrags. Ab 2004 war sie dort Richterin, zunächst in einem Marken-Beschwerdesenat.
2010 wechselte sie in einen Technischen Beschwerdesenat,  ab 2011 war sie außerdem mit einem viertel Pensum weiteres rechtskundiges Mitglied in einem Marken-Beschwerdesenat. Da im Bundespatentgericht mehrheitlich naturwissenschaftlich ausgebildete Richter tätig sind, werden die Juristen als „rechtskundige Mitglieder“ bezeichnet.
2012 bis 2019 war sie rechtskundiges Mitglied in einem Technischen Beschwerdesenat und außerdem Mitglied des Präsidiums des Bundespatentgerichts. Im Geschäftsverteilungsplan 2020 war sie nicht mehr verzeichnet.

## Veröffentlichungen
- Paul Ströbele, Franz Hacker, Irmgard Kirschneck: Markengesetz. Kommentar. Carl Heymanns Verlag, Köln 2015, ISBN 978-3-452-27898-2